# Mario Machado

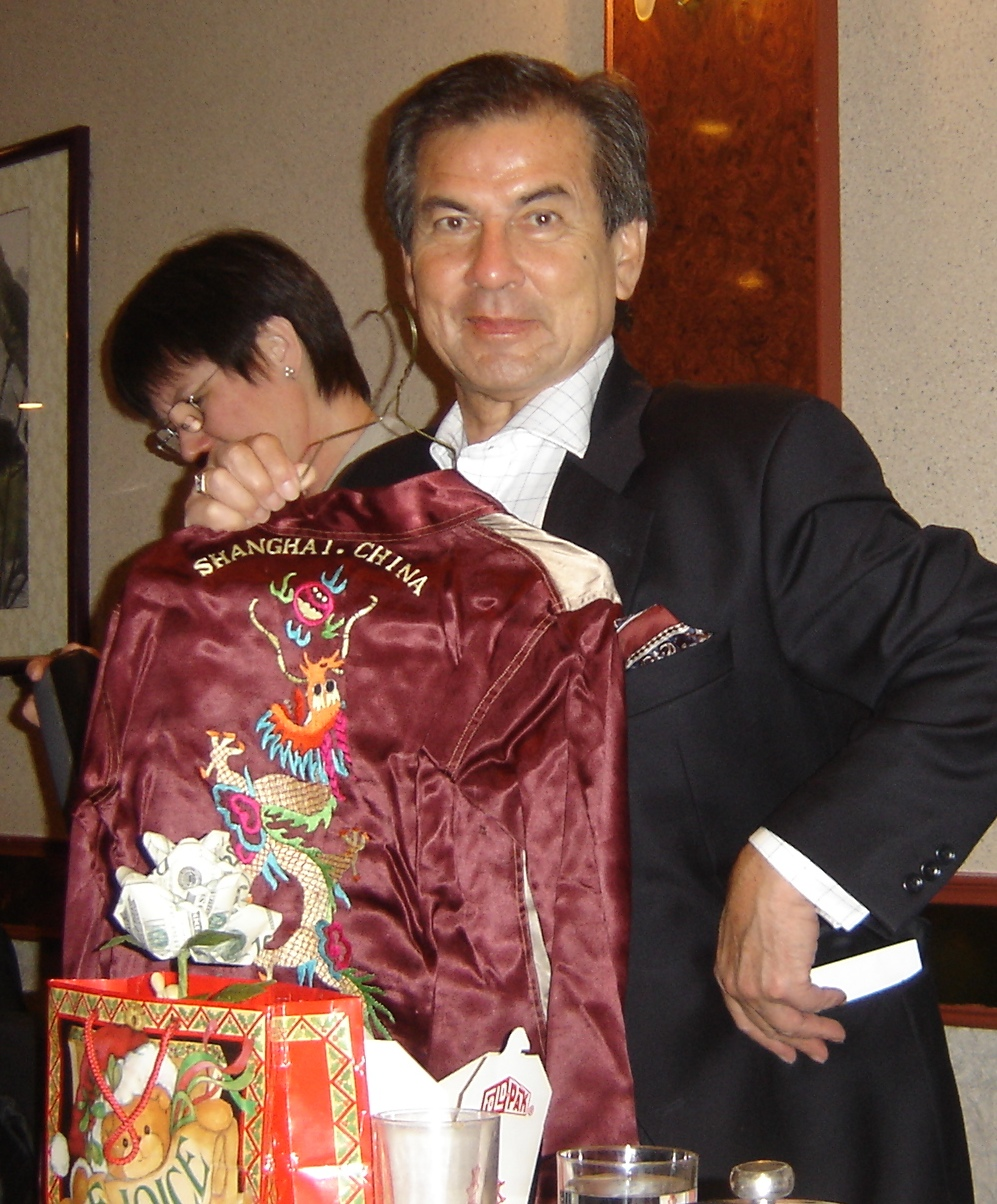
Mario Machado

Mario Jose de Souza Machado (* 22. April 1935 in Shanghai, China; † 4. Mai 2013 in Los Angeles) war ein chinesisch-amerikanischer Schauspieler, Fernseh- und Radio-Reporter. Er wurde 1970 bekannt als erster chinesischstämmiger amerikanischer Reporter und Moderator in Los Angeles.

## Leben und Wirken
1935 wurde Mario Machado in Shanghai geboren. Sein Vater Carlos Jacinto de Lourdes Gouveia Furtado Machado war ein Vizekanzler des portugiesischen Konsulats in Shanghai. Seine chinesisch-portugiesischstämmige Mutter Maria Teresa de Sousa war eine Hausfrau. Nachdem Mario im Alter von 11 Jahren zwei Jahre lang an der St. John’s Military Academy in Los Angeles Schüler war, wechselte er auf die britische Thomas Hanbury School, auf das St. Francis Xavier College in Shanghai und auf ein Berufskolleg in Hongkong. 1956 wanderte er nach Seattle aus und bekam 1965 die amerikanische Staatsbürgerschaft: Er heiratete Marie Christine D’Almada Remedios, das Paar hat vier Kinder. Bevor er beim Rundfunk tätig wurde, arbeitete er im Management bei der IBM Corporation. Am 4. Mai 2013 starb Machado im Alter von 78 Jahren in West Hills (Los Angeles).

### Fernsehen
1967 begann Mario Machado seine Karriere als Nachrichtenreporter bei KHJ-TV (heute KCAL-TV). 1969 war er der erste Reporter für Verbraucherangelegenheiten bei KNXT in Los Angeles, wo er über Cyclamat berichtete, ein Lebensmittelzusatz und Zuckerersatz, der krebserregend sei. Seit 1970 ist Cyclamat in den USA verboten. Er war Nachrichtenmoderator von The Big News auf CBS, als erster chinesischstämmiger Moderator in den USA.
In den 1970ern moderierte er die tägliche Nachrichten- und Interviewshow Noontime, die sieben Jahre lang auf KNXT ausgestrahlt wurde.
Als Moderator der Medizinsendung Medix wurde Machado dreimal für Hervorragende Leistung als Moderator nominiert. Die Show hatte 208 Folgen in mehr als acht Staffeln. Außerdem bekam die Sendung mehrere Emmys und Emmy-Nominierungen.

### Film
Häufig spielte Machado einen Nachrichtenmoderator oder Reporter in Filmen. Am bekanntesten ist seine Rolle als Casey Wong, den er in drei RoboCop Filmen spielte. In einigen Filmen verkörperte Machado sich selbst, wie beispielsweise in Das fliegende Auge und Without Warning (1994).
Seine letzte Filmrolle hatte Machado in der Dokumentation Shanghai Exodus, bei der er auch als Berater tätig war.
Machados unverwechselbare Stimme ist in einer Anzahl von Filmen des Retinitis Pigmentosa International von TheatreVision zu hören, das für Blinde ausgelegt ist. Machado beschreibt dabei, was gerade auf der Leinwand geschieht.

### Sport
Als Athlet im College und ehemaliger Fußballspieler konnte Machado seine Vorliebe zum Fußball ausleben, indem er als englischsprachiger Kommentator bei der Fußball-Weltmeisterschaft für Nordamerika aktiv war. Machado moderierte die Weltmeisterschaften in Mexiko (1970), Deutschland (1974), Argentinien (1978) und Spanien (1982). Außerdem moderierte er 1984 die Olympischen Spiele.
1968 und 1976 moderierte Machado die Fußballspiele der North American Soccer League für den Fernsehsender CBS. Außerdem moderierte er das wöchentliche Fußballprogramm The Best of the World Cup für das Spanish International Network und die Sendung Star Soccer aus England aus dem öffentlichen Fernsehen Public Broadcasting Service (PBS) für sechs Jahre.
1986 arbeitete er als Beauftragter der American Soccer League.
Zwischen 1976 und 1984 veröffentlichte Machado das Soccer Corner Magazin für Fußballliebhaber.
Machado war zusammen mit seinem Freund Hans Stierle Gründungsmitglied der American Youth Soccer Organization (AYSO). 1971 half Machado die Richtlinien zu ändern, dass auch Mädchen Fußball spielen durften. Als Anerkennung für seine Verdienste um den Sport wurde Machado 1999 in die AYSO Hall of Fame aufgenommen.

### Vermächtnis
Als Vorsitzender des MJM Communications führte Machado eine Anzahl von speziellen Veranstaltungen ein, wie zum Beispiel das Beverly Hills Saint Patrick’s Day Parade von 1985 und 1986.
In Zusammenarbeit mit dem Fachbereich Geschichte der University of Nevada in Las Vegas sammelten Mario Machado und seine Co-Produzentin Barbara Egyud mündliche Erzählungen von Menschen, die in den 1940ern und 1950ern China verließen. Diese Sammlung bildeten den Kern des Old China Hands Archives an der California State University in Northridge.
Robert Gohstand, Professor für Geographie, ein Klassenkamerad von Machados aus der Zeit in Shanghai war, erkannte die Bedeutung dieser Aufzeichnungen für die Nachkommen der Auswanderer und für die Oral History.